# ملحم القضيب

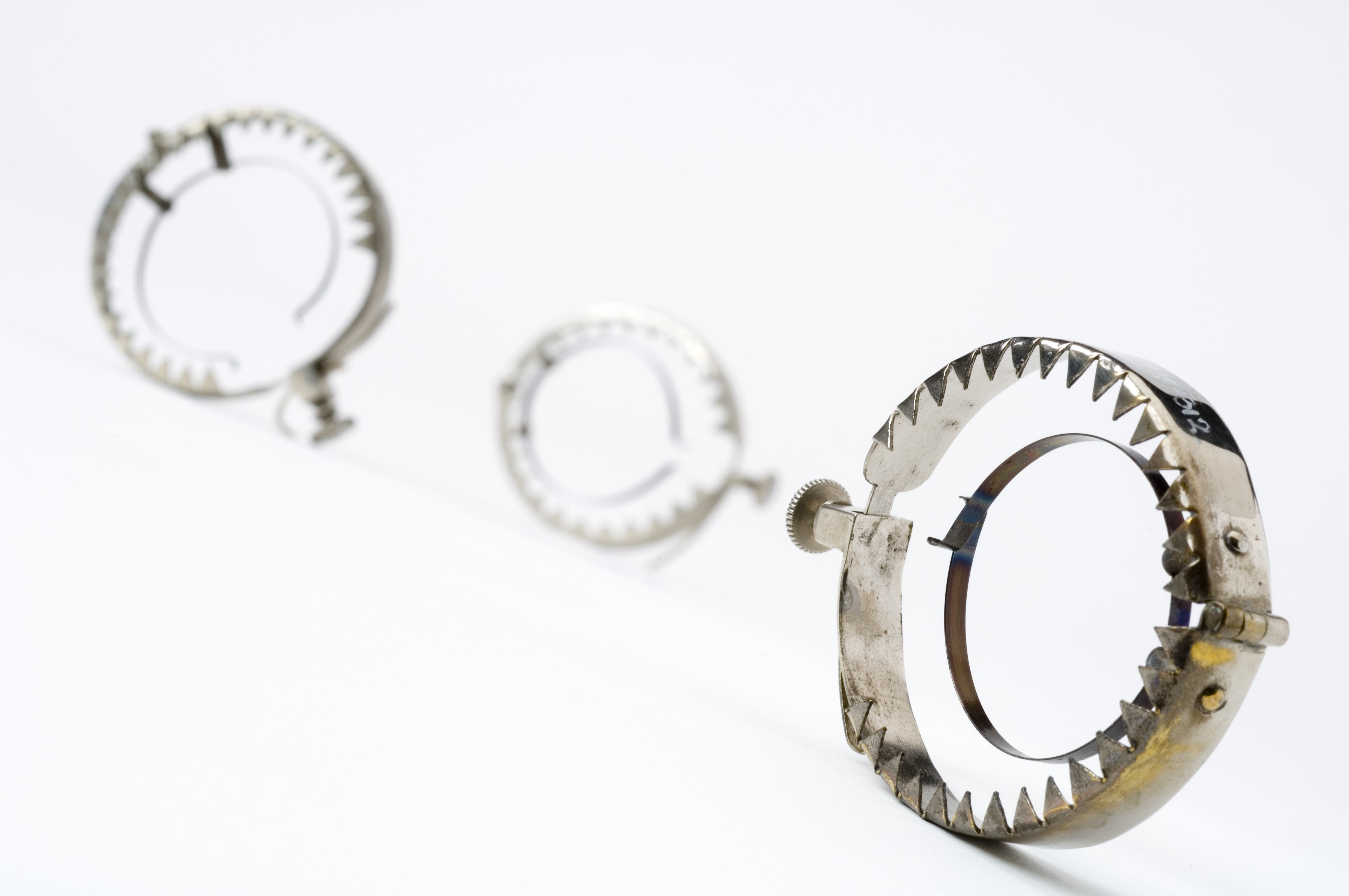
أدوات الذكر المانعة للاستمناء، وتعرف أيضًا بملحم القضيب.

ملحم القضيب (أو  حلقة التدنيس) هي أداة مضادة للاستمناء طورت في القرن الثامن عشر. وهي تتكون من مشبك معدني ذي أسنان منشارية والذي يمكن أن يوضع في القضيب لمنع انتصابه غير المرغوب فيه. وهي واحدة من العديد من أدوات العصر الفكتوري والتي صممت لمنع الاستمناء ولعلاج ما ادعي أنه مرض سمي دفق المني.